# The Great Southern of Spain Railway Company Limited
The Great Southern of Spain Railway Company Limited (GSSR) fue una compañía ferroviaria hispano-británica que operó en el sur de España entre finales del siglo XIX y mediados del siglo XX. Fue propietaria de varias líneas férreas, como la Lorca-Baza y la Almendricos-Águilas, desarrollando una importante actividad en el transporte de mineral. En español se la conoció como la Compañía de los Ferrocarriles de Lorca á Baza y Águilas.

## Historia

### Orígenes y creación
En 1870 se aprobó una ley que preveía la construcción de un ferrocarril entre Murcia y Granada, permitiendo con ello la conexión ferroviaria de esta zona del Sureste. Sin embargo, durante muchos años no llegó a prosperar ningún proyecto en este sentido. No sería hasta la década de 1880 en que esta cuestión volvió a reactivarse, animada por el auge minero que vivía la zona en aquellos años. Esto aumentó el atractivo del ferrocarril de cara a dar salida al mineral hacia los puertos del Mediterráneo. En abril de 1884 un empresario británico, Edmund Sykes Hett, solicitó a la administración española la concesión de esta línea férrea. Un año después, y tras algunas modificaciones del proyecto original, el Estado le otorgó los derechos de construcción del trazado comprendido entre Lorca y Granada. Paralelamente, en diciembre de 1885 se constituyó en Londres la empresa The Great Southern of Spain Railway Company Limited, a la cual Sykes cedería en 1887 los derechos sobre el ferrocarril.

### Evolución

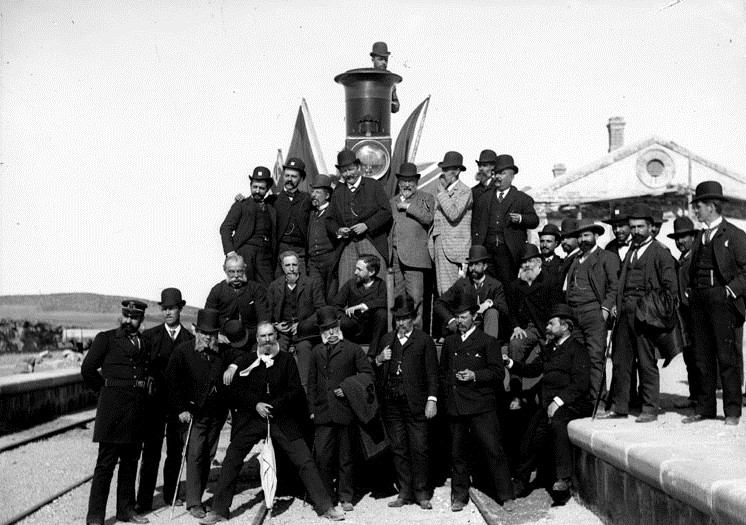
Inauguración oficial de la estación de Almendricos y de su ramal a Águilas, en marzo de 1890.

La GSSR comenzó los trabajos de construcción en octubre de 1887, iniciándose las obras desde Lorca hacia Baza y Granada. La empresa también se hizo con la concesión de un pequeño ramal hasta el puerto de Águilas. Durante los siguientes años, mientras avanzaban las obras, también fueron surgiendo problemas de diversa índole, especialmente debido a cuestiones técnicas y a la orografía que imperaba en la zona. A pesar de ello, los tramos Águilas-Almendricos y Lorca-Almendricos serían inaugurados a lo largo de 1890. Las dificultades que presentó la construcción del tramo entre Almendricos y Baza llevaron a que la GSSR se declarase en quiebra a finales de 1891, debiendo realizarse una nueva inyección de capital. Tras lograr salvarse la situación, en enero de 1892 se reiniciaron las obras. La construcción de la línea Lorca-Baza se completaría a finales de 1894, iniciándose su explotación.
No obstante, una vez que la GSSR había conseguido sus objetivos principales, la empresa se desentendió de la construcción del resto del trazado a partir de Baza. Además, para entonces otra compañía estaba construyendo varios ferrocarriles en la zona de Granada y Almería. Aun así, algunos accionistas de la GSSR decidieron continuar la construcción de la sección Baza-Guadix y crearon una nueva empresa, The Granada Railway Company Limited; la GSSR les transfirió los derechos sobre el trazado. Una vez completada la construcción de las infraestructuras la compañía se enfocó en la explotación. A lo largo de s existencia las principales características del ferrocarril Lorca-Baza-Águilas fueron las de servir como transporte de minerales, espartos, mármol, productos alimenticios y de viajeros. No obstante, el transporte de mineral tuvo un gran peso en las operaciones ferroviarias de la GSSR y estuvo muy ligado a la actividad minera del hierro de las minas del Alto Almanzora. 
Durante las décadas de 1890 y 1900 la explotación ferroviaria alcanzaría su cénit, desarrollando la estación de Águilas una gran actividad. En estos años también destacó la figura de Gustavo Gillman, un ingeniero británico que se convertiría en la verdadera alma de la compañía. Gillman llegó a ocupar los puestos de gerente técnico y director general de la GSSR. Tras el estallido de la Guerra Civil, en julio de 1936, un comité obrero se hizo cargo de la gestión de la compañía y de su red ferroviaria, situación que duraría el resto de la contienda. En 1939 los propietarios lograron recuperar el control de la compañía. No obstante, en 1941, con la nacionalización del ferrocarril de ancho ibérico y la creación de RENFE, los activos de la compañía fueron incautados y su red integrada en RENFE. La GSSR fue disuelta formalmente el 4 de febrero de 1955.

## Red y material

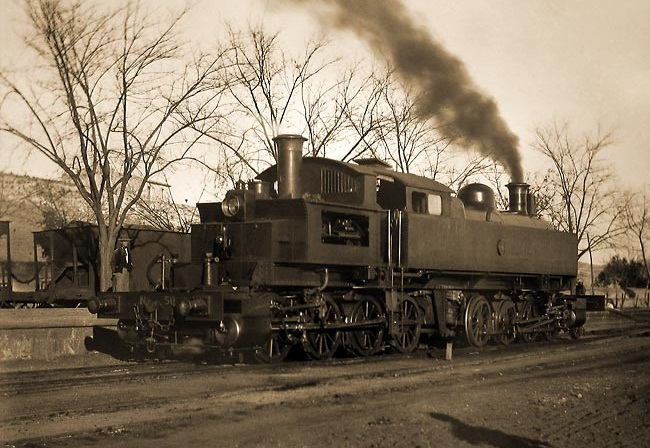
La locomotora Kitson-Meyer n.º 50 en la estación de Serón, en 1908.

La red básica de la compañía estaba constituida por la línea Lorca-Baza, de 133 km de longitud. Las principales estaciones del trazado eran las de Baza, Serón, Lorca-Sutullena y Almendricos, las cuales disponían de amplias instalaciones ferroviarias. La estación de Almendricos constituía además una bifurcación desde donde partía el ramal Almendricos-Águilas, que permitía dar salida al mar a los trenes cargados de mineral. Desde Lorca-Sutullena partía un pequeño ramal que enlazaba con la estación de Lorca-San Diego. En Águilas la compañía construyó una estación que disponía de una amplia playa de vías, almacenes de mercancías, cocheras para locomotoras, una rotonda giratoria, etc. Los talleres generales de la compañía se encontraban situados dentro del complejo ferroviario. La estación también disponía de dos ramales que enlazaban con el puerto y con el embarcadero-cargadero de El Hornillo.

### Parque motor
| Tipo   | N.° GSSR  | N.° RENFE       | Fabricante          | N° de fábrica | Año  | Notas    |
| 1-3-0  | 1 a 12    | 130-2121 a 2132 | Neilson             | 3843 a 3894   | 1889 |          |
| 1-3-0  | 13 a 14   | 130-2133 a 2134 | Kitson              | 3539 y 3590   | 1894 |          |
| 1-3-0  | 15 a 19   | 130-2135 a 2139 | Sharp, Stewart & Co | 4789 a 4793   | 1902 |          |
| 1-3-0  | 20 a 25   | 130-2140 a 2145 | North British       | 16726 a 16731 | 1905 |          |
| 1-8-0  | 50 a 52   | 180-0401 a 0403 | Kitson              | 4580 a 4582   | 1908 |          |
| 0-3-0T | 100       | —               | Hunslet             | 470           | 1888 | [ n. 2 ] |
| 0-2-0T | 101 a 102 | —               | Sharp, Stewart & Co | 3476 a 3477   | ?    |          |